# Nun galilaeus
Nun galilaeus är en fiskart som först beskrevs av Günther, 1864.  Nun galilaeus ingår i släktet Nun och familjen grönlingsfiskar. Inga underarter finns listade i Catalogue of Life.